# Akiko Yajima
Akiko Yajima (矢島 晶子, Yajima Akiko), née Akiko Ogasawara (小笠原 晶子, Ogasawara Akiko) le 4 mai 1967 à Kashiwazaki, Niigata, est une seiyū japonaise.
Elle est principalement connue pour donner sa voix à Shinnosuke Nohara, le personnage principal dans la série télévisée d'animation japonaise Crayon Shin-chan, 
Elle double également le personnage de Gaspard dans la série de jeux vidéo Dot Hack//GU.